# Ouidah III
Ouidah III ist ein Arrondissement im Departement Atlantique in Benin. Es ist eine Verwaltungseinheit, die der Gerichtsbarkeit der Kommune Ouidah untersteht und selbst ein Teil Ouidahs ist. Gemäß der Volkszählung von 2013 hatte Ouidah III 15.207 Einwohner, davon waren 7320 männlich und 7887 weiblich.

## Geographie
Als Teil der Stadt Ouidah liegt das Arrondissement im Süden des Landes, ungefähr auf halber Strecke zwischen Cotonou und der Staatsgrenze zu Togo.
Ouidah III setzt sich aus acht Stadtteilen bzw. Quartieren zusammen:
1. Agbadjihonto
2. Agbanou
3. Fonsramè
4. Gomey
5. Hèhounli
6. Kpassè
7. Yamadjako
8. Zongo Malècomè